# إدوارد كوين (سياسي)
إدوارد كوين هو سياسي أسترالي، (و. 1843 – 1922 م). انتخب عضو الجمعية التشريعية لنيو ساوث ويلز ‏.